# تریوخرچنی
تریوخرچنی (به لاتین: Tryokhrechny) یک منطقهٔ مسکونی در روسیه است که در آدیغیه واقع شده‌است.